# Penin
Penin – miejscowość i gmina we Francji, w regionie Hauts-de-France, w departamencie Pas-de-Calais.
Według danych na rok 1990 gminę zamieszkiwało 330 osób, a gęstość zaludnienia wynosiła 36 osób/km² (wśród 1549 gmin regionu Nord-Pas-de-Calais Penin plasuje się na 901. miejscu pod względem liczby ludności, natomiast pod względem powierzchni na miejscu 373.).